# Leiopython huonensis
Leiopython huonensis là một loài rắn trong họ Pythonidae. Loài này được Schleip mô tả khoa học đầu tiên năm 2008.